# Múzeumok Éjszakája
A Múzeumok Éjszakája egy külföldi mintán alapuló magyarországi kulturális rendezvény, amit először 2002-ben rendeztek meg. 2003 óta az eseményt jellemzően Szent Iván éjjeléhez legközelebb eső szombati napon tartják. 2007-ben országszerte 235 ezer résztvevője volt, 2008-ban pedig 1300 program várta az érdeklődőket, 230 helyszínen. A 2009-es nyári program sikere okán egy második őszi eseményt („Múzeumok Őszi Éjszakája”) is tartottak, ami Szent Iván éjszakája helyett Szent Márton napjához kapcsolódott.
A következő Múzeumok Éjszakáját 2023. június 24-én fogják tartani, országszerte több mint 400 intézmény, közel 2000 programmal fog részt venni az eseményen. A Múzeumok Éjszakájának különlegessége, hogy egy belépőjegy-karszalag megvásárlásával az összes programban részt vevő intézmény látogatható, a 6 évnél fiatalabbak díjmentesen részt vehetnek a rendezvényen.

## Események
| Időpont                                 | Rendezvény                | Forrás |
| --------------------------------------- | ------------------------- | ------ |
| 2002. szeptember 21.                    | Múzeumok Éjszakája        |        |
| 2003. június 21.                        | Múzeumok Éjszakája        |        |
| 2004. június 26.                        | Múzeumok Éjszakája        |        |
| 2005. június 25.                        | Múzeumok Éjszakája        |        |
| 2006. június 24.                        | Múzeumok Éjszakája        |        |
| 2007. június 23.                        | Múzeumok Éjszakája        |        |
| 2008. június 21.                        | Múzeumok Éjszakája        |        |
| 2009. június 20.                        | Múzeumok Éjszakája        |        |
| 2009. június 27. (csak 13 település)    | Múzeumok Éjszakája        |        |
| 2009. november 14.                      | Múzeumok Őszi Éjszakája   |        |
| 2010. június 19.                        | Múzeumok Éjszakája        |        |
| 2011. június 17. (Budapest kivételével) | Múzeumok Éjszakája        |        |
| 2011. június 24. (csak Budapest)        | Múzeumok Éjszakája        |        |
| 2012. június 16.                        | Múzeumok Éjszakája        |        |
| 2013. június 22.                        | Múzeumok Éjszakája        |        |
| 2014. június 21.                        | Múzeumok Éjszakája        |        |
| 2015. június 20.                        | Múzeumok Éjszakája        |        |
| 2016. június 25.                        | Múzeumok Éjszakája        |        |
| 2017. június 24.                        | Múzeumok Éjszakája        |        |
| 2018. június 23.                        | Múzeumok Éjszakája        |        |
| 2019. június 22.                        | Múzeumok Éjszakája        |        |
| 2020. június 27.                        | Online Múzeumok Éjszakája |        |
| 2021. június 26.                        | Múzeumok Éjszakája        |        |
| 2022. június 25.                        | Múzeumok Éjszakája        |        |
| 2023. június 24.                        | Múzeumok Éjszakája        |        |

## Információk a programokról
- A Múzeumok Éjszakája hivatalos honlapja. muzej.hu. (Hozzáférés: 2022. június 21.)